# 헤르푈게 BK
헤르푈게 BK(덴마크어: Herfølge BK)는 코이에의 교외 지역인 헤르푈게(Herfølge)를 연고로 하는 덴마크의 축구 클럽이다.

## 성적
- 덴마크 수페르리가 1회 우승 (1999-2000)